# Naturdenkmal Hangenstein bei Obernalb

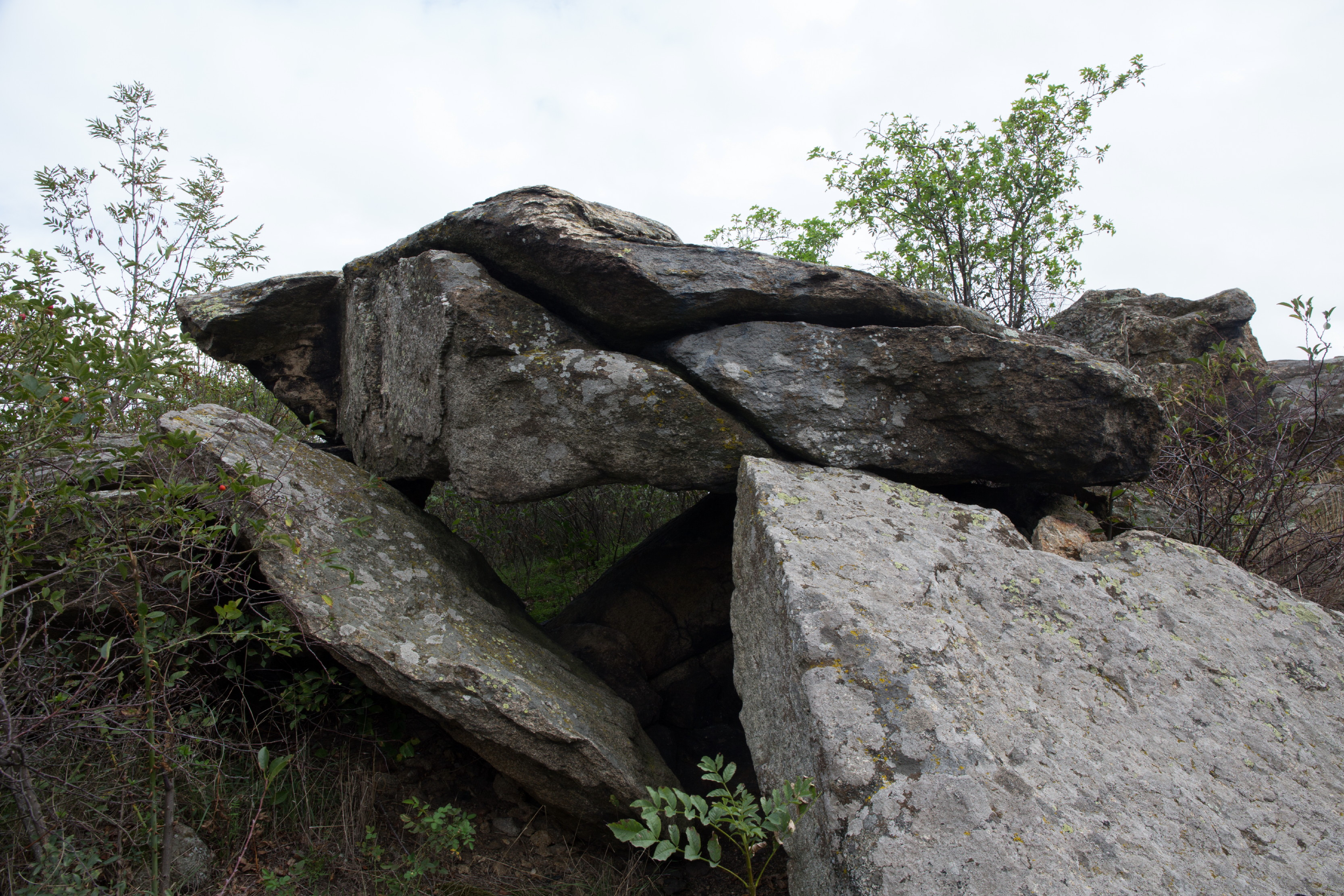
Hangenstein bei Obernalb

Der Hangenstein bei Obernalb ist ein Naturdenkmal in der Riede Hangenstein nahe dem Feldweg zwischen der Sandgrube Diem und Obernalb in der Weinviertler Stadtgemeinde Retz im Bezirk Hollabrunn in Niederösterreich.

## Beschreibung
Der Hangenstein ist eine am Ostrand der Böhmischen Masse emporragende „Felsburg“ des Thaya-Batholiths und eine von mehreren markanten Granitaufragungen dieser Region (wie z. B. auch der Kalenderstein bei Leodagger, der Zanitzer Stein bei Schrattenthal, oder Kogelsteine und Fehenhaube bei Grafenberg). Das ca. 9 m lange Steingebilde besteht aus drei vertikalen Blöcken, die auf einer mächtigen Granitaufragung liegen. Auf diesen ruht ein horizontaler Block, ähnlich einem Deckstein. Ein Teil dieser ca. 5 m langen Platte ist abgebrochen und liegt zu Füßen der ca. 2,5 m aufragenden Steine.

## Klassifizierung
Das Erscheinungsbild des Hangensteins erinnert entfernt an einen von Menschen errichteten Dolmen und lässt an eine der Großsteinsetzungen (einen Megalithbau) aus der Epoche der späten Jungsteinzeit denken, wie sie nach Glyn Daniel für westeuropäisches Gebiet definiert sind. Tatsächlich scheint der Hangenstein jedoch ein sog. Pseudo-Dolmen zu sein, ein von Geomorphologen und Geologen auch als „Felsburg“ bezeichnetes natürliches, zufällig entstandenes, an einen Dolmen erinnerndes Gebilde aus Steinblöcken. Solche sind auch aus anderen Regionen bekannt, z. B. Cova d’en Genís, Dolmen von Busnela, Dolmen von Chevresse, Dolmen von Solwaster, Pierre au Rey, La Table des Géants in Reinhardsmunster und L’autel des Druides in Pfaffenheim (beide im Département Haut-Rhin) sowie Sparossino in Ligurien.
Einige davon werden salopp auch als Dolmen bezeichnet. Das kompliziert die Abgrenzung der beiden Begriffe und erschwert die Zuordnung der Steingebilde zur richtigen Kategorie. Im Fall des Hangensteins scheint aber die Tatsache, dass die Kluftrichtungen an der Platte (145/60, 260/45) mit denen der vertikalen Blöcke darunter (130/50, 235/70) weitgehend übereinstimmen, deutlich für eine natürliche Entstehung zu sprechen. Eine Bezeichnung als Dolmen scheint somit beim derzeitigen Stand des Wissens als zumindest irreführend.

## Erste Erwähnung und Unterschutzstellung
Im Jahre 1468 wird im Retzer Urbar die Steinformation erstmals erwähnt. Die Unterschutzstellung des Hangensteins ist im Naturschutzbuch der BH Hollabrunn (Einlageblatt Nr. 61) dokumentiert. Der Bescheid wurde per 31. Juli 1981 ausgestellt. Sowohl die historische Bedeutung als auch die auffallende Form des Felsens, die laut NÖ. Naturschutzgesetz (§ 9, Abs. 1, LGBl. 5500-2 [Stand: 1981]) Anlass bieten, ihn zu den „gestaltenden Elementen des Landschaftsbildes“ zu zählen – zu denen unter anderem „Felsbildungen“ sowie „erdgeschichtliche Aufschlüsse“ gehören – begründeten diesen Entschluss. Heute ist der Stein ein beliebtes Wander- und Ausflugsziel.